# Округ Рокланд (Њујорк)
Округ Рокланд (енгл. Rockland County) је округ у америчкој савезној држави Њујорк. По попису из 2010. године број становника је 311.687.

## Демографија
Према попису становништва из 2010. у округу је живело 311.687 становника, што је 24.934 (8,7%) становника више него 2000. године.
| Група             | 2000.           | 2010.           |
| Белци             | 205.653 (71,7%) | 203.670 (65,3%) |
| Афроамериканци    | 31.472 (11,0%)  | 37.058 (11,9%)  |
| Азијати           | 15.826 (5,5%)   | 19.293 (6,2%)   |
| Хиспаноамериканци | 29.182 (10,2%)  | 48.783 (15,7%)  |
| Укупно            | 286.753         | 311.687         |